# Papleux
Papleux est une commune française située dans le département de l'Aisne, en région Hauts-de-France.

## Géographie

### Hydrographie

#### Réseau hydrographique
La commune est traversée par la ligne de partage des eaux entre les bassins hydrographiques Artois-Picardie et Seine-Normandie. Elle est drainée par le Morteau, le ruisseau de Chevireuil, le ruisseau du petit floyon et Papleux,.
Le Morteau, d'une longueur de 23 km, prend sa source dans la commune de La Flamengrie et se jette  dans le Noirrieu à Étreux, après avoir traversé six communes.

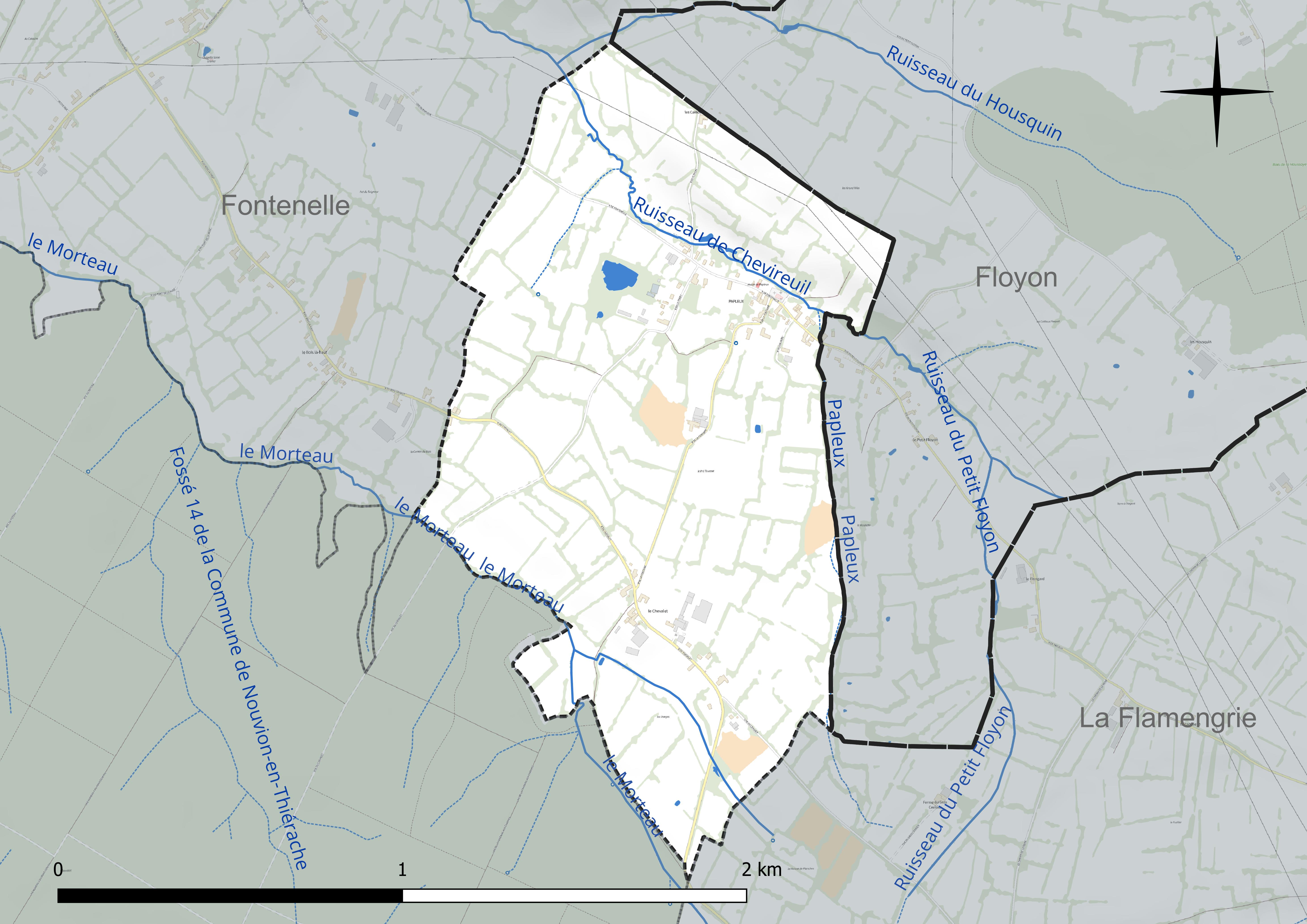
Réseau hydrographique de Papleux.

Le ruisseau de Chevireuil, d'une longueur de 10 km, prend sa source dans la commune  et se jette  dans la Helpe Mineure à Cartignies, après avoir traversé cinq communes.

#### Gestion et qualité des eaux
Le territoire communal est couvert par le schéma d'aménagement et de gestion des eaux (SAGE) « Sambre ». Ce document de planification concerne un territoire de 1 253 km2 de superficie, délimité par le bassin versant de la Sambre. Le périmètre a été arrêté le 1er novembre 2003 et le SAGE proprement dit a été approuvé le 21 septembre 2012, puis modifié le 18 août 2022. La structure porteuse de l'élaboration et de la mise en œuvre est le syndicat mixte du Parc naturel régional de l'Avesnois.
La qualité des cours d'eau peut être consultée sur un site spécial géré par les agences de l'eau et l'Agence française pour la biodiversité.

### Climat
Pour des articles plus généraux, voir Climat des Hauts-de-France et Climat de l'Aisne.
En 2010, le climat de la commune est de type climat des marges montargnardes, selon une étude du CNRS s'appuyant sur une série de données couvrant la période 1971-2000. En 2020, Météo-France publie une typologie des climats de la France métropolitaine dans laquelle la commune est exposée à un climat océanique altéré et est dans la région climatique Nord-est du bassin Parisien, caractérisée par un ensoleillement médiocre, une pluviométrie moyenne régulièrement répartie au cours de l'année et un hiver froid (3 °C).
Pour la période 1971-2000, la température annuelle moyenne est de 9,5 °C, avec une amplitude thermique annuelle de 14,7 °C. Le cumul annuel moyen de précipitations est de 929 mm, avec 13,2 jours de précipitations en janvier et 9,9 jours en juillet. Pour la période 1991-2020, la température moyenne annuelle observée sur la station météorologique la plus proche, située sur la commune de Saint-Hilaire-sur-Helpe à 12 km à vol d'oiseau, est de 10,5 °C et le cumul annuel moyen de précipitations est de 802,4 mm,. Pour l'avenir, les paramètres climatiques de la commune estimés pour 2050 selon différents scénarios d'émission de gaz à effet de serre sont consultables sur un site spécial publié par Météo-France en novembre 2022.

## Urbanisme

### Typologie
Au 1er janvier 2024, Papleux est catégorisée commune rurale à habitat très dispersé, selon la nouvelle grille communale de densité à 7 niveaux définie par l'Insee en 2022.
Elle est située hors unité urbaine et hors attraction des villes,.

### Occupation des sols
L'occupation des sols de la commune, telle qu'elle ressort de la base de données européenne d'occupation biophysique des sols Corine Land Cover (CLC), est marquée par l'importance des territoires agricoles (99,5 % en 2018), une proportion identique à celle de 1990 (99,5 %). La répartition détaillée en 2018 est la suivante : 
prairies (99,5 %), forêts (0,5 %).
L'évolution de l'occupation des sols de la commune et de ses infrastructures peut être observée sur les différentes représentations cartographiques du territoire : la carte de Cassini (XVIIIe siècle), la carte d'état-major (1820-1866) et les cartes ou photos aériennes de l'IGN pour la période actuelle (1950 à aujourd'hui).

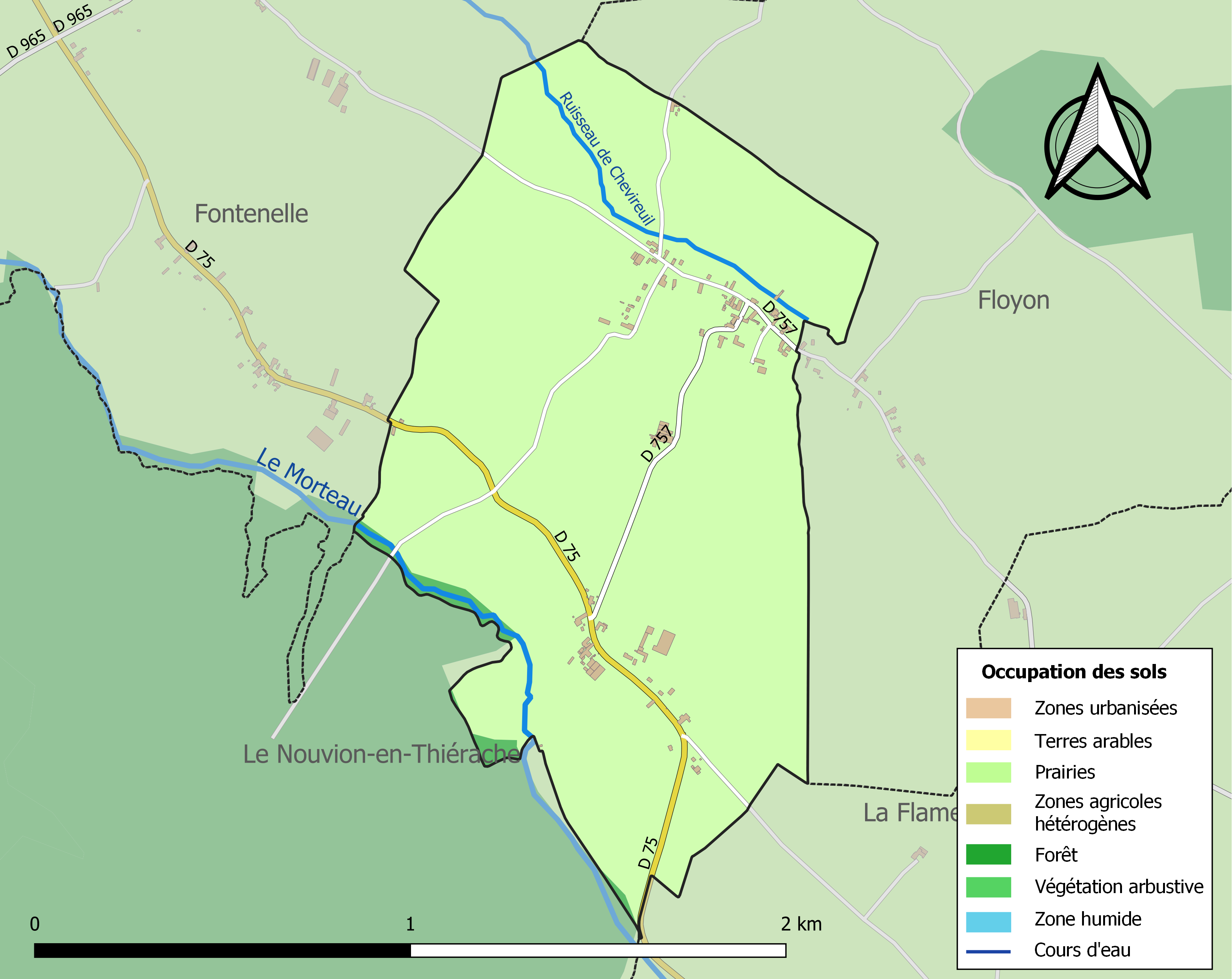
Carte de l'occupation des sols de la commune en 2018 (CLC).

## Toponymie
Le nom de la localité est attesté sous les formes Papeleu au XIIe siècle (Cartulaire de l'abbaye de Liessies, f. 24, Arch. du Nord) ; Pappeleux en 1561 (Archives de la Ville de Guise) ; Papelleux en 1710 (Intendance de Soissons, C 320).
De l'oïl impératif pape « mange , dévore » et oïl picard leu « loup », d'où le sens global de l'interjection « dévore , loup ! »  ou éventuellement « ( là ) le loup a dévoré » , pour localiser quelque méfait d'un loup ou encore « englouti-loup », sobriquet d'un piège à loup.

## Histoire
Le village a appartenu à l'abbaye de Liessies. Par le passé, le village formait une paroisse avec Fontenelle. Papleux faisait partie du Hainaut, du diocèse de Cambrai, de l'archidiaconé de Valenciennes et du doyenné rural d'Avesnes. Sources : Dictionnaire topographique du département de l'Aisne - Auguste MATTON.

## Politique et administration

### Découpage territorial
La commune de Papleux est membre de la communauté de communes de la Thiérache du Centre, un établissement public de coopération intercommunale (EPCI) à fiscalité propre créé le 31 décembre 1992 dont le siège est à La Capelle. Ce dernier est par ailleurs membre d'autres groupements intercommunaux.
Sur le plan administratif, elle est rattachée à l'arrondissement de Vervins, au département de l'Aisne et à la région Hauts-de-France. Sur le plan électoral, elle dépend du  canton de Vervins pour l'élection des conseillers départementaux, depuis le redécoupage cantonal de 2014 entré en vigueur en 2015, et de la troisième circonscription de l'Aisne  pour les élections législatives, depuis le dernier découpage électoral de 2010.

### Administration municipale
| Période                                  | Période                       | Identité         | Étiquette | Qualité                                                                                                |
| ---------------------------------------- | ----------------------------- | ---------------- | --------- | --- |
|                                          | 1875                          | Pagnier          |           | |
| 1876                                     |                               | Moreau           |           | |
| Les données manquantes sont à compléter. |                               |                  |           | |
| mars 1995                                | mai 2010                      | Frédéric Meura   | UMP       | Conseiller général - conseiller régional Premier mandat Démissionnaire en raison de cumul de fonctions |
| mai 2010                                 | mars 2014                     | Geneviève Gillet |           | Secrétaire de mairie de Voulpaix et de Rogny                                                           |
| mars 2014                                | En cours (au 13 juillet 2020) | Frédéric Meura   | LR        | Conseiller général Second mandat Réélu pour le mandat 2020-2026                                        |

## Démographie
L'évolution du nombre d'habitants est connue à travers les recensements de la population effectués dans la commune depuis 1793. Pour les communes de moins de 10 000 habitants, une enquête de recensement portant sur toute la population est réalisée tous les cinq ans, les populations de référence des années intermédiaires étant quant à elles estimées par interpolation ou extrapolation. Pour la commune, le premier recensement exhaustif entrant dans le cadre du nouveau dispositif a été réalisé en 2005.

En 2022, la commune comptait 115 habitants, en évolution de −8 % par rapport à 2016 (Aisne : −1,97 %, France hors Mayotte : +2,11 %).
| 1793 | 1800 | 1806 | 1821 | 1831 | 1836 | 1841 | 1846 | 1851 |
| ---- | ---- | ---- | ---- | ---- | ---- | ---- | ---- | ---- |
| 260  | 251  | 287  | 280  | 325  | 330  | 300  | 235  | 234  |

| 1856 | 1861 | 1866 | 1872 | 1876 | 1881 | 1886 | 1891 | 1896 |
| ---- | ---- | ---- | ---- | ---- | ---- | ---- | ---- | ---- |
| 236  | 223  | 210  | 176  | 172  | 172  | 162  | 150  | 157  |

| 1901 | 1906 | 1911 | 1921 | 1926 | 1931 | 1936 | 1946 | 1954 |
| ---- | ---- | ---- | ---- | ---- | ---- | ---- | ---- | ---- |
| 152  | 153  | 135  | 137  | 129  | 137  | 132  | 131  | 127  |

| 1962 | 1968 | 1975 | 1982 | 1990 | 1999 | 2005 | 2006 | 2010 |
| ---- | ---- | ---- | ---- | ---- | ---- | ---- | ---- | ---- |
| 134  | 104  | 72   | 91   | 91   | 118  | 112  | 110  | 108  |

| 2015 | 2020 | 2022 | - | - | - | - | - | - |
| ---- | ---- | ---- | - | - | - | - | - | - |
| 123  | 117  | 115  | - | - | - | - | - | - |

## Lieux et monuments
- Église Saint-Nicolas[31].
- Monument aux morts.
- Oratoire du style borne-potale caractéristique de la Thiérache.

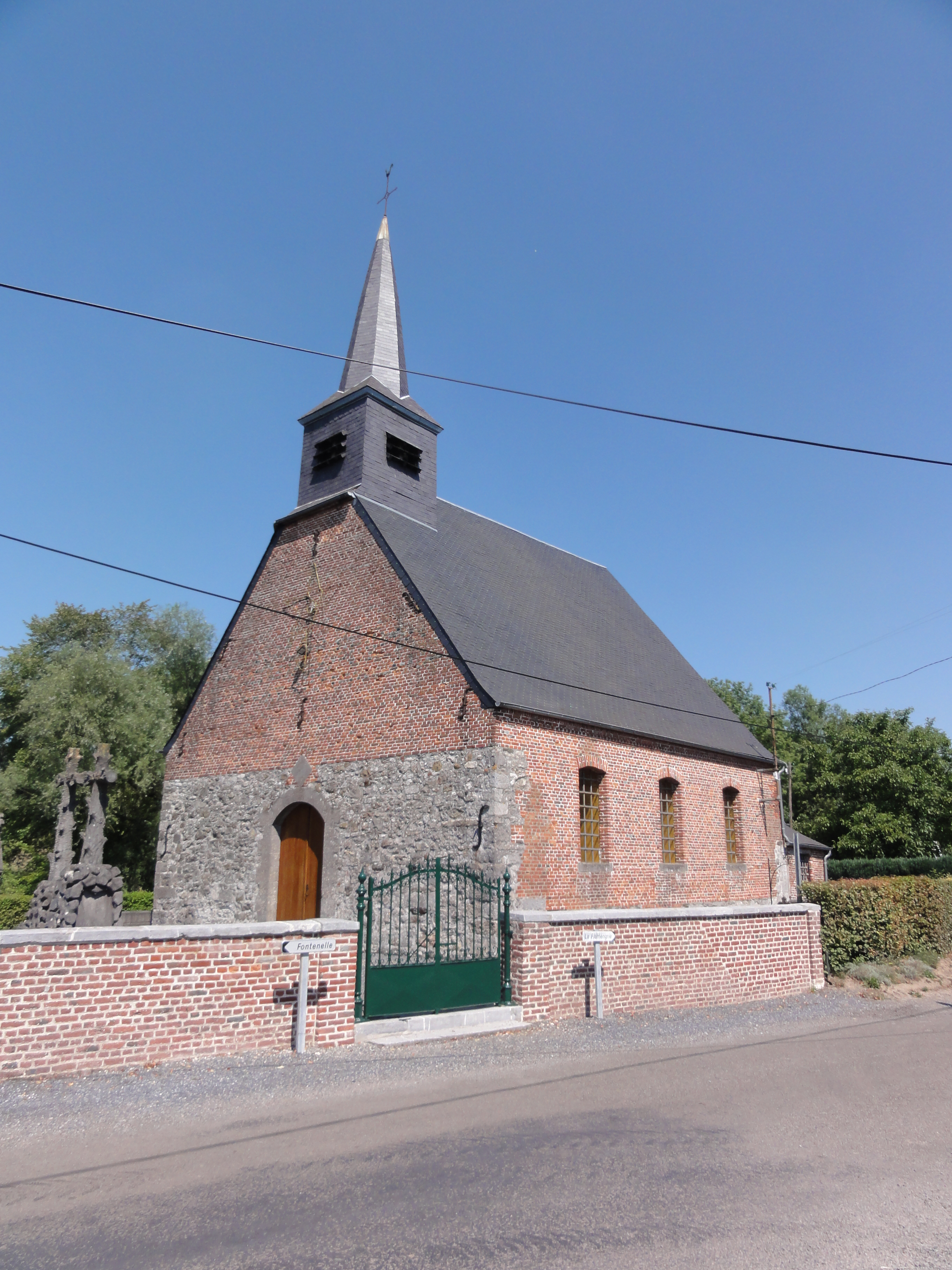
L'église Saint-Nicolas.
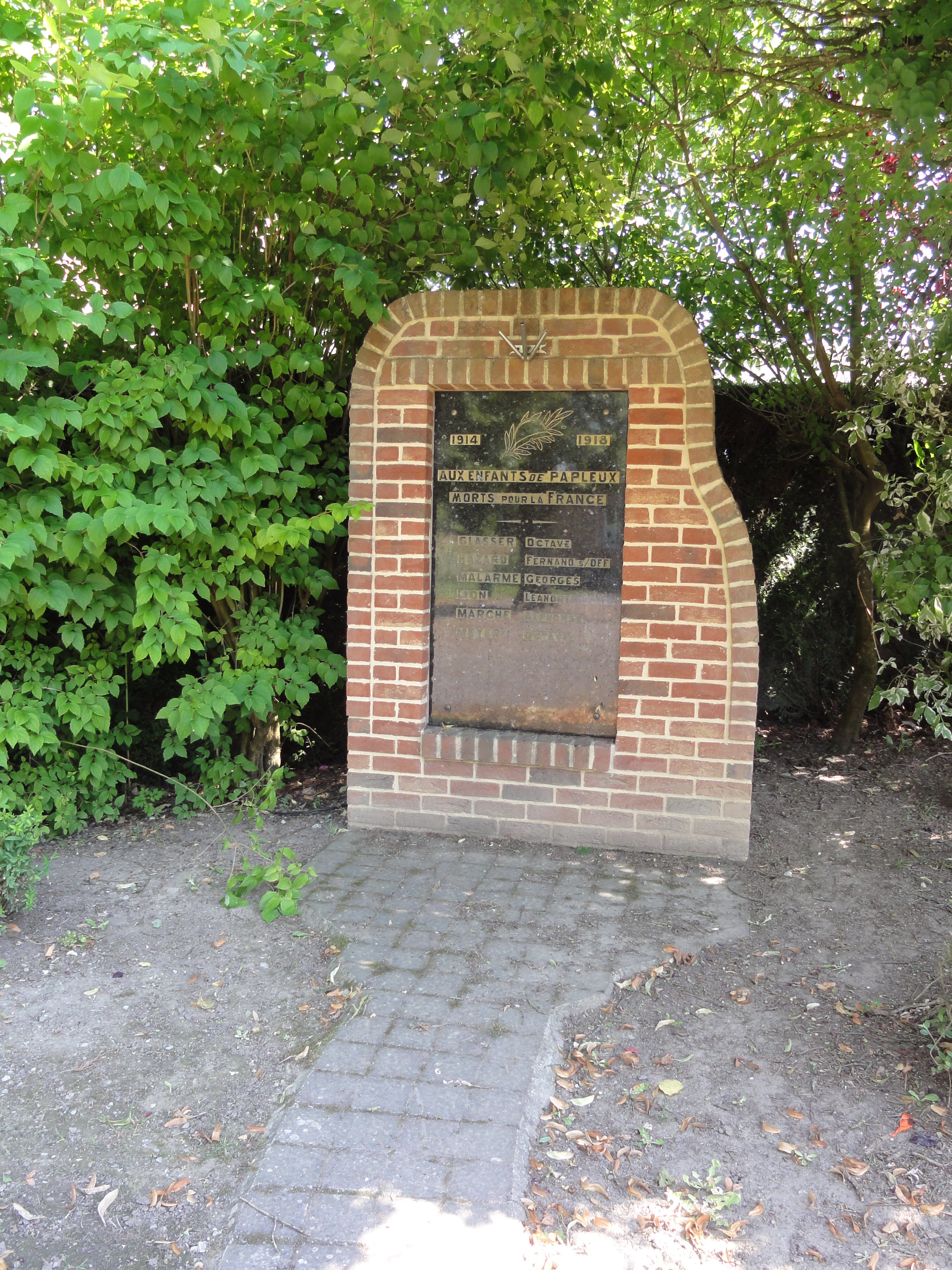
Le monument aux morts.
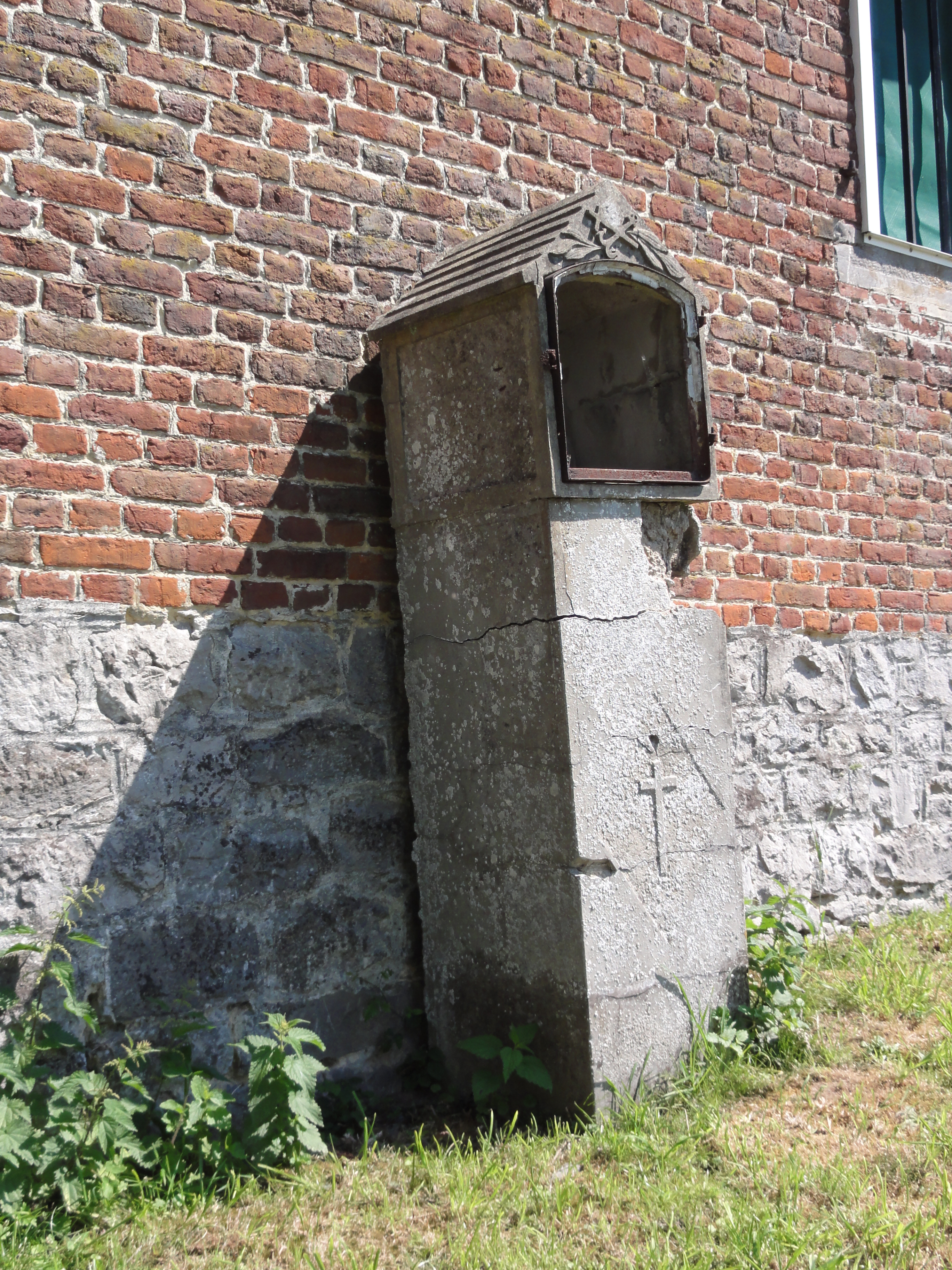
Oratoire borne-potale.